# Virulentiefactor
Virulentiefactoren zijn moleculen geproduceerd door micro-organismen, die ervoor zorgen dat het micro-organisme schadelijker wordt voor de gastheer. Virulentiefactoren helpen micro-organismen met: Het infecteren van de gastheer, het veroorzaken van ziekte, het ontwijken van het immuunsysteem. Er zijn een aantal virulentiefactoren mogelijk. De onderstaande hebben toepassing op de groep A Streptokokken:
1. M-eiwitten; voorkomen activatie van het alternatieve complement systeem door te binden aan factor H uit het serum (zorgt voor afbraak van C3b). Dit wordt gepresenteerd op het celoppervlak waardoor C3b destabiliseert.
2. Exotoxinen:
  1. exotoxine A; superantigeen dat T-cellen stimuleert om abnormale hoeveelheden cytokinen te produceren. Deze cytokinen beschadigen de endotheelcellen rond de bloedvaten, waardoor bloedverlies optreedt. Dit zorgt voor een snelle weefseldood door gebrek aan zuurstof → TSLS.
  2. exotoxine B (cysteïneprotease); zorgt voor snelle vernietiging van weefsel door afbraak van eiwitten.
3. Streptokinase; bindt aan plasminogeen waardoor plasmine wordt gevormd. Dit breekt bloedstolsels af, waardoor het pathogeen zich door het lichaam kan verspreiden.
4. Leukocidines (streptolysines); porievormende exotoxine die leukocyten doodt door degranulatie van hun lysosomen → verlaagde afweer.
5. Hemolysine; lyseert erytrocyten (β-hemolyse) en zorgt op deze manier voor anemie (Bloedarmoede) → verlaagde afweer. De bacterie heeft ijzer nodig om te groeien, dit is meestal de beperkende groeifactor voor bacteriën.
6. Deoxyribonuclease; verlaagt viscositeit van erudaat (uittredend bloedplasma) door afbraak van het losse DNA hierin. Dit DNA komt vrij bij celdood om de ontsteking lokaal te houden. Door de lagere viscositeit kan het pathogeen zich verspreiden.
7. Hyaluronidase; hydrolyseert hyaluronzuur, waardoor bindweefsel wordt afgebroken en het pathogeen zich kan verspreiden. De bacterie heeft ook een kapsel van hyaluronzuur, waardoor deze niet als lichaamsvreemd wordt gezien.
8. G-eiwit (M-like protein); bindt aan het Fc domein van immunoglobuline, waardoor geen opsonisatie optreedt. Daarnaast bindt het ook aan α2-macroglobuline, dit remt proteases die worden uitgescheiden door fagocyten.
9. F-eiwit; bindt aan fibronectine, een adhesie eiwit dat zorgt dat de bacterie aan de keel en huid kan binden.
10. C5a-peptidase; splitst c5a en inhibeert zo opsonisatie.